# Al-Dżazira
Al-Dżazira (ang. Al-Jazeera, arab. الجزيرة, tłum. „Wyspa” lub „Półwysep”) – arabska stacja telewizyjna z siedzibą w Dosze, stolicy Kataru.
Kanał rozpoczął nadawanie 1 listopada 1996 roku, przyjmując do siebie wielu dziennikarzy z zawieszonego w kwietniu tego samego roku arabskojęzycznego kanału BBC World Service, który napotkał trudności z cenzurą w Arabii Saudyjskiej.
Pierwszym dyrektorem i redaktorem naczelnym został Mohammed Jassim Al Ali. W początkowych miesiącach stacja nadawała 6 godzin programu dziennie. Sygnał emitowany był w systemie naziemnym, w telewizjach kablowych oraz przez satelitę. Zainteresowanie rosło tak szybko, że już w 1997 roku Al-Dżazira zwiększyła czas antenowy do 12 godzin dziennie. Od 1998 roku stacja nadaje przez 24 godziny na dobę.
Al-Dżazira ogłasza się stacją politycznie niezależną, aczkolwiek pozostaje w finansowej zależności od emira Kataru. Zaczynała z podarowanym przez emira funduszem 150 mln USD, dążąc jednak do uzyskania finansowej niezależności, głównie dzięki reklamom. Cel ten nie został osiągnięty i do dzisiaj korzysta z rządowych subwencji (w 2004 roku 30 mln USD). Inne źródła finansowania to ogłoszenia (ok. 40% wpływów), sprzedaż audycji, abonament.
Wydarzenia roku 2001, czyli atak na World Trade Center i późniejsza wojna w Afganistanie, przyniosły stacji międzynarodowe zainteresowanie. Al-Dżazira miała biuro w Kabulu i była jedyną telewizją na świecie, nadającą bezpośrednie wojenne relacje, oświadczenia Al-Ka’idy i Osamy bin Ladena. Relacje nadawał korespondent Tayseer Allouni, który przeprowadził też słynny wywiad z bin Ladenem, 11 października 2001 roku.
8 kwietnia 2003 roku biura Al-Dżaziry w Bagdadzie zostały zbombardowane podczas amerykańskiego nalotu. Zginął wówczas dziennikarz Ariq Ayoub. Armia USA zarzucała dziennikarzom stacji współpracę z rebeliantami.
Strategia programowa Al-Dżaziry obejmuje m.in. prezentowanie tematów kontrowersyjnych politycznie, zapraszanie emigracyjnych dysydentów świata arabskiego oraz poruszanie tematów istotnych kulturowo, takich jak rola kobiet w społeczeństwie. Dodatkowym atutem jest fakt, że ma wyłączność na emitowanie przekazów Al-Ka’idy.
W 2003 roku powstała Al-Dżazira Sports, w 2004 Al-Dżazira Live, w 2005 Al-Dżazira Children, w 2006 roku Al-Dżazira w wersji angielskojęzycznej. W 2001 roku powstał portal aljazeera.net, od 2003 roku dostępny także w języku angielskim.
W 2017 r. kraje Półwyspu Arabskiego postawiły Katarowi szereg warunków mających zagwarantować koniec domniemanego wspierania przez to państwo islamistycznych terrorystów. Jednym z warunków była likwidacja kanału Al-Dżazira.